# Tetepare
Tetepare – niezamieszkała wyspa położona na Oceanie Spokojnym. Należy do archipelagu wysp Nowa Georgia, do Wysp Salomona. W 2008 roku, wraz z laguną Marovo, została wpisana na listę informacyjną UNESCO. Jej powierzchnia wynosi 118 km².
Na terenie Tetepare zidentyfikowano łącznie 230 gatunków ptaków, 24 gatunki gadów oraz 13 gatunków ssaków.
W 1995 roku powstało Stowarzyszenie Potomków Tetepare, które ma na celu ochronę wyspy przed działalnością człowieka.